# José Roa
José Sebastián Roa Ramírez (30 de septiembre de 1974) es un abogado y político chileno, miembro del Partido Socialista (PS). Fue director nacional del Servicio Nacional del Consumidor (SERNAC), cargo que ejerció entre 2004 y 2010; durante los gobiernos de los presidentes Ricardo Lagos y Michelle Bachelet. Posteriormente, bajo el segunda administración de Bachelet, fue encargado del plan «Estadio Seguro» del Gobierno de Chile.

## Biografía
Estudió en el Colegio San Ignacio Alonso de Ovalle. En 1992 entró a la carrera de Derecho en la Universidad de Chile, y recibió el título de abogado en el año 2000. En 2002 cursó un Máster Executive en "Estrategia de Calidad Total", y entre 2003 y 2004 realizó una Maestría en Administración de Negocios.
En 1999 sirvió como profesional del programa Servicio País de la Fundación para la Superación de la Pobreza.
A mediados de 2010 obtuvo la beca Fulbright Hubert Humphrey en el área de derechos humanos, la que desarrolló en Estados Unidos, en el Washington College of Law de la American University.
Ha ejercido la docencia universitaria, siendo profesor de «Protección al Consumidor» en la Facultad de Derecho de la Universidad de Chile. Es miembro del grupo consultivo de expertos del programa COMPAL sobre "Competencia y Protección del Consumidor para América Latina" de la UNCTAD.

## Trayectoria pública y política

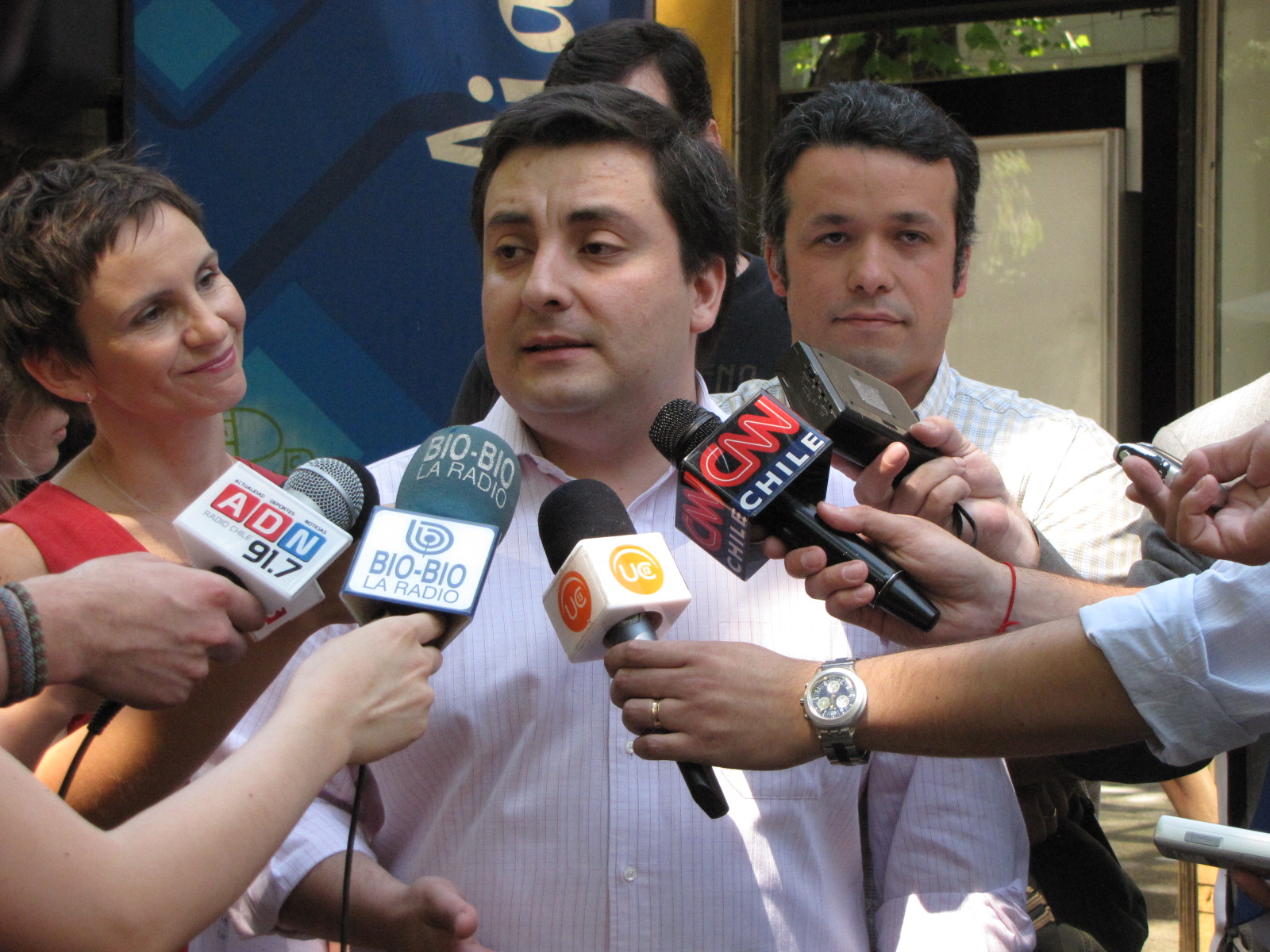
Roa durante una conferencia de prensa en 2010.

Es militante del Partido Socialista (PS).
A mediados del año 2000 ingresó al Servicio Nacional del Consumidor (SERNAC), siendo asesor del director nacional hasta 2001; luego se desempeñó como director regional Metropolitano entre 2001 y 2004, y ese mismo año asumió como subdirector y jefe del Departamento Jurídico. En enero de 2005 fue confirmado como director nacional del SERNAC, cargo que en ese entonces ocupaba en forma subrogante. A pesar de que su período en la dirección del servicio terminaba en 2011, renunció en febrero de 2010 debido a «diferencias políticas» con el presidente electo, Sebastián Piñera.
Tras su salida del Sernac, asistió voluntariamente a la comisión investigadora de la Cámara de Diputados por el caso de la multitienda La Polar en 2011, y en 2013 por el caso BancoEstado.
En las elecciones municipales de 2012 fue jefe de la campaña de Carolina Tohá para la alcaldía de la comuna de Santiago. con quien ha seguido colaborando en el gobierno municipal También fue coordinador del área de derechos ciudadanos de la Fundación Dialoga de Michelle Bachelet.
En marzo de 2014 fue designado por el segundo gobierno de Bachelet como jefe del plan gubernamental Estadio Seguro.